# Nigel Balchin
Nigel Balchin, född 1908, död 1970, var engelsk författare, som efter sin debut 1933 har åstadkommit en lång rad kultiverade underhållningsromaner, uppskattade även i Skandinavien, de flesta översatta till svenska.
Han är mest känd för sina romaner under och omedelbart efter andra världskriget: Darkness Falls From the Air, The Small Back Room och Mine Own Executioner.

## Biografi
Han föddes i Potterne, Wiltshire, som son till William och Ada Balchin. Han utbildades vid Dauntsey's School och Peterhouse, Cambridge där han hade ett stipendium och blev premierad i naturvetenskap.
Han arbetade sedanför National Institute of Industrial Psychology mellan 1930 och 1935 och blev konsulterande läkare hos JS Rowntree & Sons, där han involverades i utformningen och marknadsföringen av Black Magic chocolates.
Han skrev under namnet Mark Spade för tidningen Punsch men också romaner under eget namn. Under andra världskriget var han civilanställd vid Ministry of Food och då framgångsrik vetenskaplig rådgivare och avancerade till rang av överste.
År 1956 flyttade han utomlands för att skriva filmmanus för bland annat Hollywood, men fick ökande problem med alkoholism och återvände till England 1962. Han dog 1970 på ett vårdhem i Hampstead, London och är begravd på kyrkogården i Hampstead.

## Författarskap
Hans romaner var mycket populära för sin tid. Darkness Falls From the Air utspelas under Londonblitzen och skrevs medan bombningarna pågick. The Small Back Room blev underlag för en film av Powell and Pressburger. A Way Through the Wood användes för ett teatermanus med titeln Waiting for Gillian, som också blev filmen Separate Lies.
Som manusförfattare arbetade Balchin på ett tidigt utkast till Cleopatra, men är främst ihågkommen för The Man Who Never Was, för vilken han 1956 vann BAFTA Award for Best British Screenplay, och I morgon börjar livet, berättelse om ett dövt barn.